# Abraham Richardson
Abraham Abdel Richardson Cruz (Isola della Gioventù, 13 agosto 1989) è un ex cestista cubano.

## Carriera
Con Cuba ha disputato i Campionati americani del 2011.